# Tamika Tremaglio
Tamika L. Tremaglio (Tamika Langley Tremaglio) est une juriste et dirigeante sportive américaine.
Après une carrière de vingt-six ans au cabinet Deloitte où elle devient directrice générale pour le grand Washington, elle dirige de janvier 2022 à novembre 2023 l'association des joueurs de la NBA, la National Basketball Players Association (NBPA).

## Biographie

### Jeunesse et études
Tamika Tremaglio grandit dans le comté de Saint Mary dans le Maryland aux États-Unis. Elle naît deux mois avant que sa mère, Pamela Langley, âgée de 18 ans ne s'inscrive à l'université Morgan State. Elle est ainsi élevée par ses grands-mères et ses tantes, dans une famille d'entrepreneurs où elle développe son sens des affaires, notamment dans le magasin de pneus de son oncle où elle aide à tenir les comptes. 
En 1995, elle obtient un juris doctor (J.D.), diplôme de droit en common law à l'université du Maryland. Elle y rencontre Stephanie Rawlings-Blake, maire de Baltimore de 2010 à 2016 et la juriste et journaliste Sunny Hostin avec qui elle se lie d'amitié.
La même année elle passe un Master of Business Administration (MBA) à l'université de Baltimore.

### Deloitte

Logo de Deloitte.

Tamika Tremaglio rejoint Deloitte, l’un des quatre plus importants réseaux de cabinets d'audit et de conseil mondiaux en 2010. 
Chargée des pratiques de consommation de l’industrie des produits sportifs, elle intervient comme conseillère et consultantes pour l'association des joueurs de la NBA, la National Basketball Players Association (NBPA). Elle travaille notamment sur les pratiques commerciales et sur la structure organisationnelle du syndicat. En 2013, elle prend la direction de l'unité de comptabilité légale à la suite du licenciement de Billy Hunter. 
En 2017, elle est nommée directrice générale de Deloitte pour le grand Washington. Elle dirige alors 14 000 employés répartis dans 23 bureaux de la région. 
En août 2019, elle intègre le nouveau conseil d’avocats de l’association des joueuses de la WNBA, la Women's National Basketball Players Association (WNBPA), dirigée par Nneka Ogwumike. Elle joue un rôle essentiel dans la négociation de la nouvelle convention collective en 2020. 
Tamika Tremaglio quitte Deloitte en 2022 après vingt-six ans pour rejoindre la NBPA.

### National Basketball Players Association (NBPA)

Logo de la NBPA.

Le 22 septembre 2021, Tamika Tremaglio est choisie par les joueurs pour remplacer Michele Roberts en tant que directrice exécutive de la NBPA. Plus de 120 candidatures sont prises en considération pour son poste. La sienne porte sur l’accroissement des opportunités commerciales pour le syndicat et le réexamen de l'avenir du travail pour ses joueurs où l'accent est mis sur leur développement personnel et leur protection, notamment de leur santé mentale.  Elle est choisie à l’unanimité et prend officiellement ses fonctions le 10 janvier 2022. 
Recrutés dans un climat apaisé entre le syndicat et la NBA, ses prochaines missions concernent le renouvellement de la convention collective, qui doit expirer à la fin de la saison 2023-2024 et le développement commercial de la ligue. 
Elle est reconnue pour ses capacités à créer du changement, capacités à convaincre et son sens des affaires.
En septembre 2022, elle demande à la NBA de bannir à vie le propriétaire des Suns et du Mercury, deux franchises de Phoenix à la suite de l’enquête sur ses comportements sexistes et racistes.
En novembre 2023, elle quitte son poste après la négociation d'une nouvelle convention collective et est remplacée à titre intérimaire par Andre Iguodala.